# Der Balkon (Film)
Der Balkon ist ein US-amerikanisches Filmdrama aus dem Jahre 1963. Das Drehbuch basiert auf dem gleichnamigen Theaterstück von Jean Genet.

## Handlung
In einem verlassenen Filmstudio betreibt Madame Irma ein Bordell, das unter dem Namen Der Balkon bekannt ist. Auch als es in den Straßen der Stadt zu Unruhen kommt, kümmert sich die Bordellbesitzerin um die Wünsche ihrer Kunden. Ein Tankstellenbesitzer spielt einen Bischof, der von den Beichten einer Sünderin sexuell erregt wird. Ein Milchmann stellt sich als General dar, der Frauen wie Pferde behandelt. Ein Buchhalter tut so, als sei er ein Richter, der den Fall eines Diebes behandelt.
Um die aufgebrachte Menge zu beruhigen, bittet der Polizeichef, Irmas Freund, die drei Männer, ihre falschen Rollen öffentlich zu spielen. Mit der Zeit beginnen die Männer ihre Rollen immer mehr anzunehmen, doch der Polizeichef holt sie schon bald in die Wirklichkeit zurück. Irma gibt gleichzeitig vor, die Königin zu sein. Der Rebellenanführer kommt in das Bordell und will den Polizeichef verkörpern. Carmen, die lesbische Vertraute Irmas, verführt den Rebellen. In diesem Augenblick betritt der Polizeichef das Bordell. Die beiden Männer beginnen zu kämpfen, wobei die Frauen des Bordells die Kämpfenden ausziehen. Als die beiden nur noch mit Handtüchern bedeckt sind, fordert sie Irma auf, nach Hause zu gehen, wo die Illusionen, denen sie sich hingeben, noch falscher sind, als die, die sie im Bordell verkauft.

## Kritiken
Das Lexikon des internationalen Films beschreibt den Film als „eine schauspielerisch außergewöhnliche Auseinandersetzung mit Macht und Machtmißbrauch, Revolution und Unterdrückung, Realität und Illusion, die jedoch den Ansatz zu einem tieferen menschlichen Engagement vermissen läßt.“
Die Variety befindet, dass nach „Aussonderung der obszönen Sprache eine robuste, lebhafte und leidenschaftslose Fantasie übrig bleibe.“
Voll des Lobes zeigt sich der Evangelische Film-Beobachter: „Eine brillante filmische und literarische Parabel über die menschliche Eitelkeit und die Hohlheit bestimmter typischer politischer Verhaltensweisen und Phrasen – aufgezeigt an den Geschehnissen um eine Revolution in einem imaginären Staat. Ein Genuß sind die außerordentlichen schauspielerischen Leistungen. Für jeden Erwachsenen sehenswert.“

## Auszeichnungen
1964 wurde der Film in der Kategorie Beste Kamera (s/w) für den Oscar nominiert. Eine weitere Nominierung gab es für den WGA Award der Writers Guild of America.

## Hintergrund
Die US-Premiere fand am 21. März 1963 statt. In Deutschland wurde der Film nicht in den Kinos gestartet. Eine Originalfassung mit deutschen Untertiteln wurde am 10. Dezember 1993 vom Fernsehsender 3sat ausgestrahlt.
Als Filmmusik dient das 1917 entstandene Musiktheaterwerk Die Geschichte vom Soldaten von Igor Fjodorowitsch Strawinski.
Die Fotografin und Dokumentarfilmerin Helen Levitt arbeitete als Regieassistentin. Die eigentlich sonst als Filmeditorin arbeitende Verna Fields war hier für den Tonschnitt zuständig.

## Weitere Verfilmungen
Joseph Strick verfilmte das 1957 uraufgeführte, skandalträchtige Theaterstück von Jean Genet zum ersten Mal. Shelley Winters spielte 1975 in der Neuverfilmung Poor Pretty Eddie von David Worth und Chris Robinson wiederum mit. Die finnische TV-Produktion Parveke entstand 1982. 2002 verfilmte Andy Sommer das Stück noch einmal für das französische Fernsehen.